# Сирийские погромы в Турции (2024)
Сирийские погромы в Турции — конфликт между турецкими гражданами и сирийскими беженцами, вызванный домогательством сирийского мигранта до местной девочки.

## Причина беспорядков
В конце июня 2024 года сирийский беженец домогался 5-летней девочки на местном рынке турецкого Кайсери, что вызвало недовольство у местных граждан. Граждане города вышли на акции протеста, где применяли насилие в отношение собственности сирийских беженцев. Офис губернатора Кайсери подтвердил, что насильник был задержан.
Протестующие требовали отставки президента Реджепа Тайипа Эрдогана. В свою очередь, Эрдоган заявил, что насилие и разжигание ксенофобии к беженцам недопустимо.
В последствии протесты также начались в провинции Хатай.

## Реакция турецкой оппозиции
Депутат турецкого парламента Ашкиндженч от оппозиционной Республиканской народной партии, представляющий Кайсери, заявил, что «миграционной кризис является результатом равнодушной и безрезультативной политики правительства. Турция срочно нуждается в том, чтобы разработать миграционную политику, учитывающую социальную гармонию. Пришло время действий, а не слов».
Другой депутат парламента Исмаил Оздемир от Партии националистического действия прокомментировал ситуацию следующим образом: «Бесчеловечный акт, совершённый против нашего ребёнка в Кайсери, был встречен задержанием сирийца и возбуждением судебного дела».
Турецкий оппозиционер-националист, лидер оппозиционной националистической Партии Победы Умит Оздаг заявил в Твиттер: «Возвращайтесь домой!» (имея ввиду сирийских беженцев).

## Проблема сирийских беженцев в Турции
После начала Гражданской войны в Сирии в Турцию направился поток сирийских беженцев. Вскоре их число выросло до 3,6 млн человек, что вызвало экономические проблемы в стране и рост антимигрантских настроений.